# Boom! (filme)
Boom! é um filme de 1968, com Elizabeth Taylor, Richard Burton e Noel Coward.